# مكالمة فائتة 2 (فلم)
مكالمة فائتة 2 (باليابانية: 着信アリ2) هو فيلم رعب تم إنتاجه في اليابان وصدر سنة 2005 وهو الجزء الثاني من سلسلة أفلام الرعب اليابانية «مكالمة فائتة».

## ملخص القصة
أحداث غريبة تحدث بعد وفاة صاحب مطعم بعد الرد على هاتفه.

## وصلات خارجية
مقالات تستعمل روابط فنية بلا صلة مع ويكي بيانات